# Trimeresurus elegans
Protobothrops elegans es una especie de serpiente que pertenece a la familia Viperidae endémica del sur de las islas Ryūkyū, en Japón. No se conocen subespecies.